# Comté de Cameron (Texas)
Pour les articles homonymes, voir Comté de Cameron.
Le comté de Cameron, en anglais : Cameron County, est un comté situé dans l'extrême sud de l'État du Texas aux États-Unis. Fondé le 12 février 1846, son siège de comté est la ville de Brownsville. Selon le recensement de 2020, sa population est de 421 017 habitants. Le comté a une superficie de 3 306,9 km2, dont 998,5 km2 en surfaces terrestres. Il est nommé en l'honneur d'Ewen Cameron, un soldat de la révolution texane. Le comté de Cameron est le comté américain situé le plus au sud des États-Unis.

## Organisation du comté
Le comté est fondé le 12 février 1846, à partir des terres du comté de Nueces. Il est définitivement organisé et autonome, le 11 septembre 1848.
Le comté est baptisé en référence à Ewen Cameron, capitaine durant la révolution texane, il participe à l'expédition Mier (en), en novembre 1842,. Il est fait prisonnier et meurt exécuté, le 26 avril 1843.

## Géographie

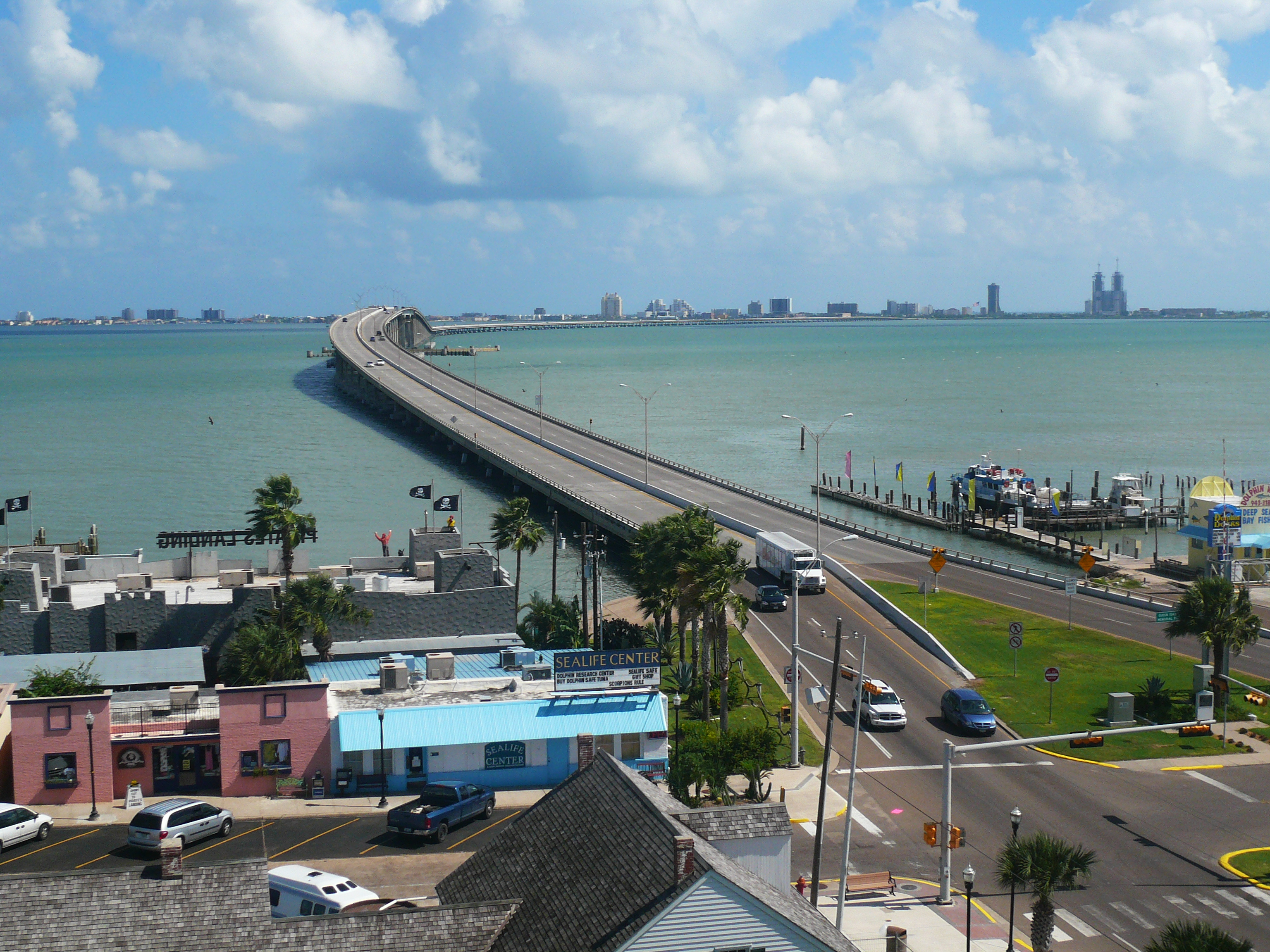
Accès à South Padre Island dans le comté de Cameron.

Le comté de Cameron se situe à l'extrême sud de l'État du Texas, aux États-Unis,. Il est bordé à l'est par le golfe du Mexique, dont il est séparé par South Padre Island sur l'île Padre.
Il a une superficie totale de 3 306,9 km2, composée de 2 307,4 km2 de terres et de 998,5 km2 de zones aquatiques.

### Zones protégées
- Refuge faunique national Lower Rio Grande Valley

## Comtés adjacents
|                  | Comté de Willacy |  |
| Comté de Hidalgo | comté de Cameron |  |
|                  |                  |  |

## Économie
SpaceX construit, sur le territoire de Boca Chica Village, une base de lancement privée depuis 2014, la Starbase. Le premier vol d'essai du Starship y a eu lieu le 20 avril 2023.

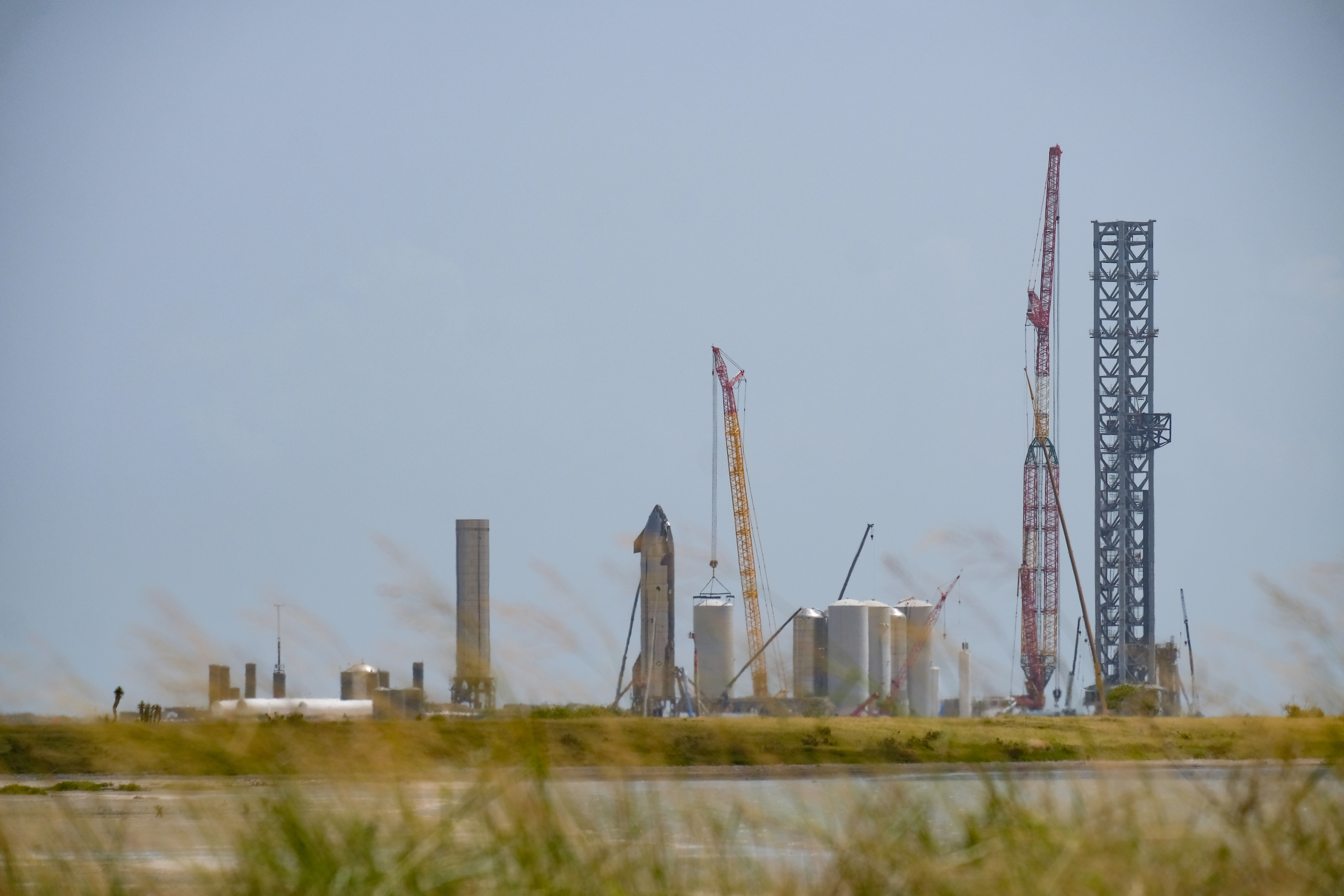
Vue du site de lancement de SpaceX à Boca Chica Village en septembre 2021.
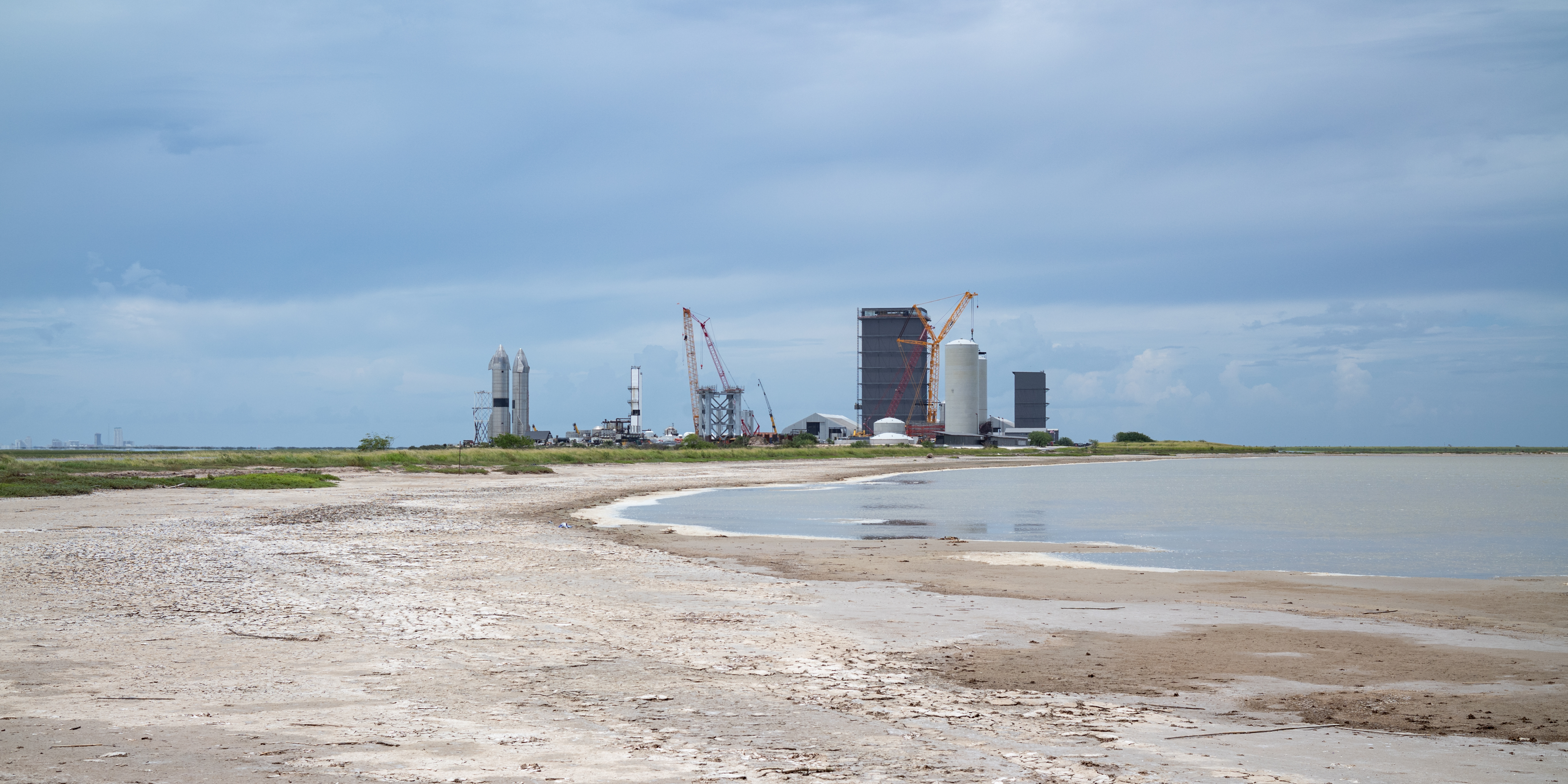
Vue du site de production et au fond les deux fusées d'essai en juin 2021.

## Démographie

Pyramide des âges du comté de Cameron (2000).

Lors du recensement de 2010, le comté comptait une population de 406 220 habitants. Elle est estimée, en 2017, à 423 725 habitants.
| Groupes           | Comté de Cameron | Texas | États-Unis |
| ----------------- | ---------------- | ----- | ---------- |
| Blancs            | 87               | 70,4  | 72,4       |
| Autres            | 9,8              | 10,5  | 6,2        |
| Afro-Américains   | 0,5              | 11,9  | 12,6       |
| Métis             | 1,5              | 2,5   | 2,7        |
| Asiatiques        | 0,7              | 3,8   | 4,8        |
| Amérindiens       | 0,4              | 0,7   | 0,9        |
| Océaniens         | 0,03             | 0,1   | 0,2        |
| Total             | 100              | 100   | 100        |
|                   |                  |       |            |
| Latino-Américains | 88,1             | 37,9  | 16,7       |

Selon l'American Community Survey, pour la période 2011-2015, 73,52 % de la population âgée de plus de 5 ans déclare parler l'espagnol à la maison, 25,47 % déclare parler l'anglais et 1,02 % une autre langue.